# Pandanus pristis
Pandanus pristis är en enhjärtbladig växtart som beskrevs av Benjamin Clemens Masterman Stone. Pandanus pristis ingår i släktet Pandanus och familjen Pandanaceae.
Artens utbredningsområde är Madagaskar. Inga underarter finns listade.

## Bildgalleri

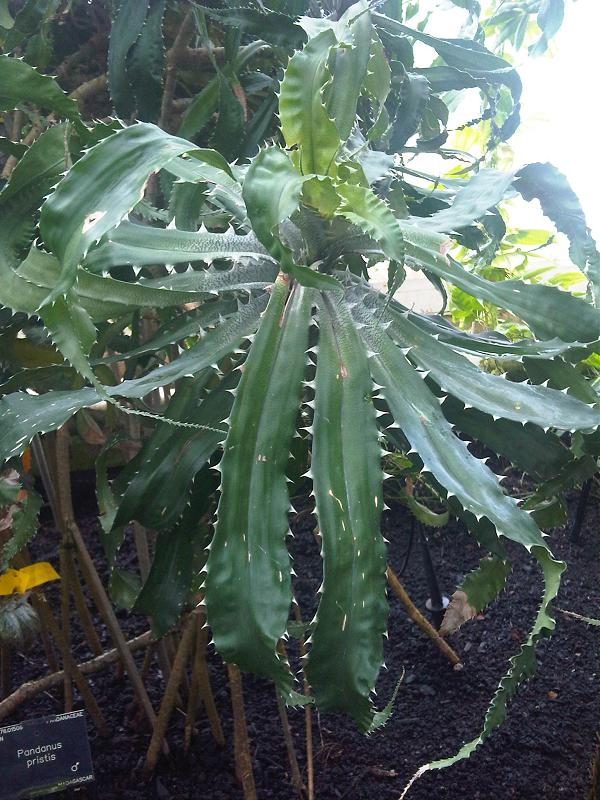
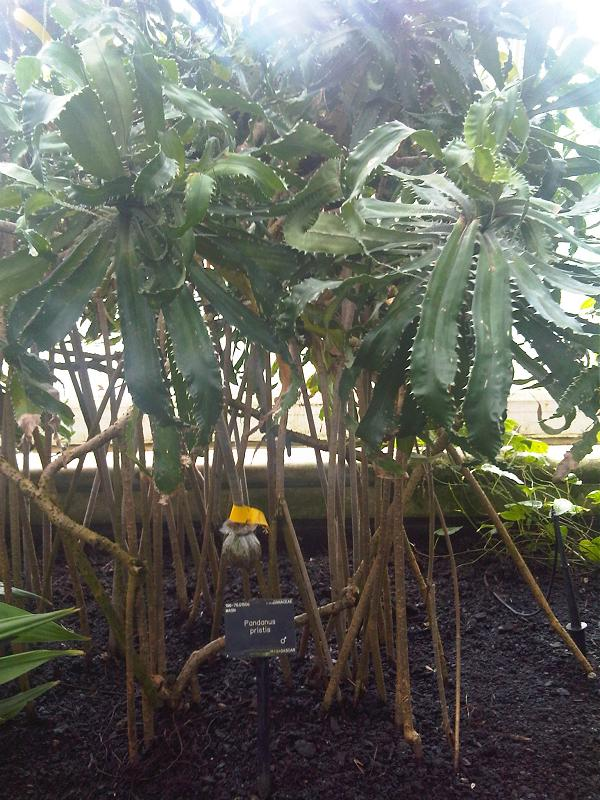
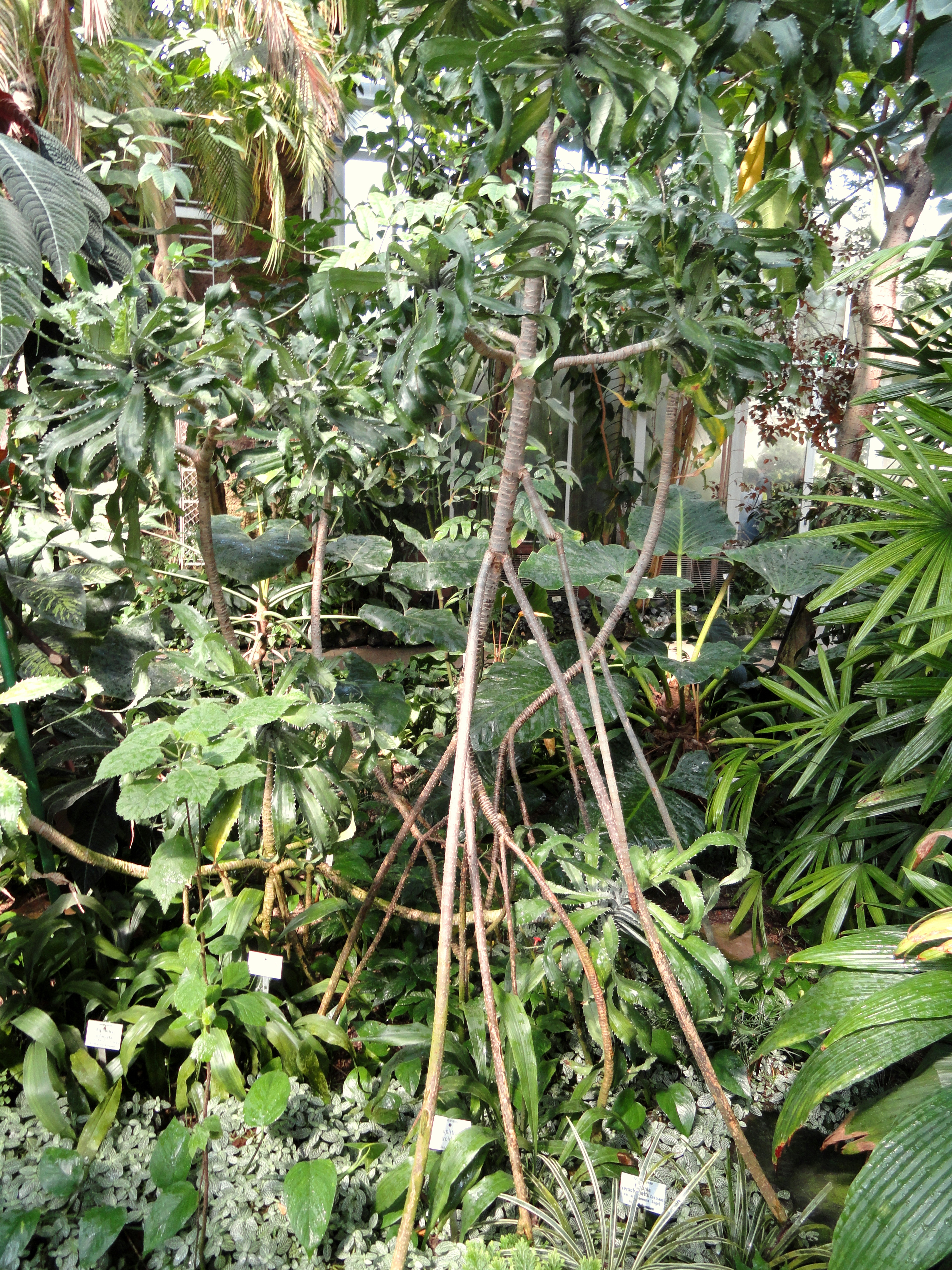
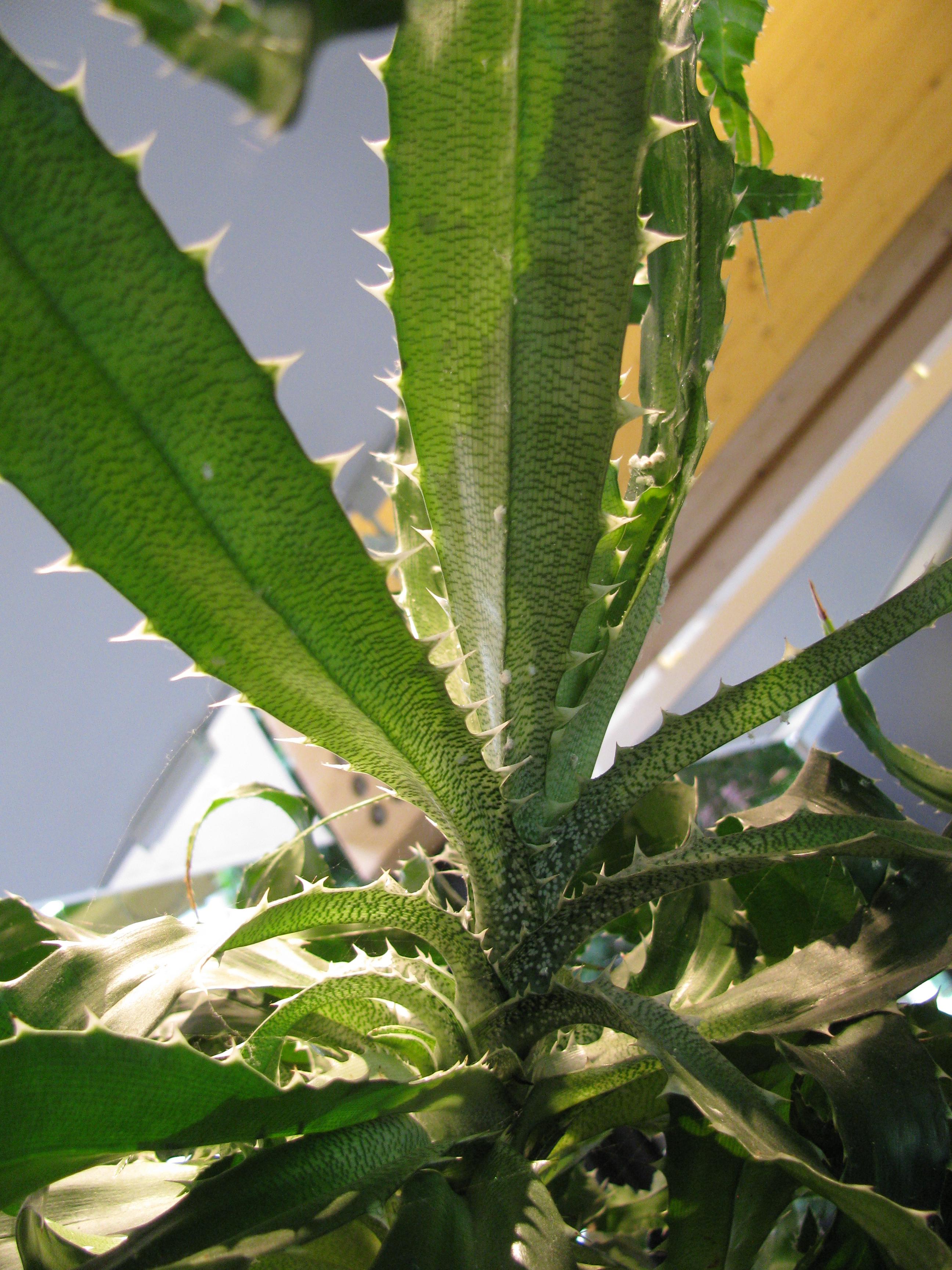
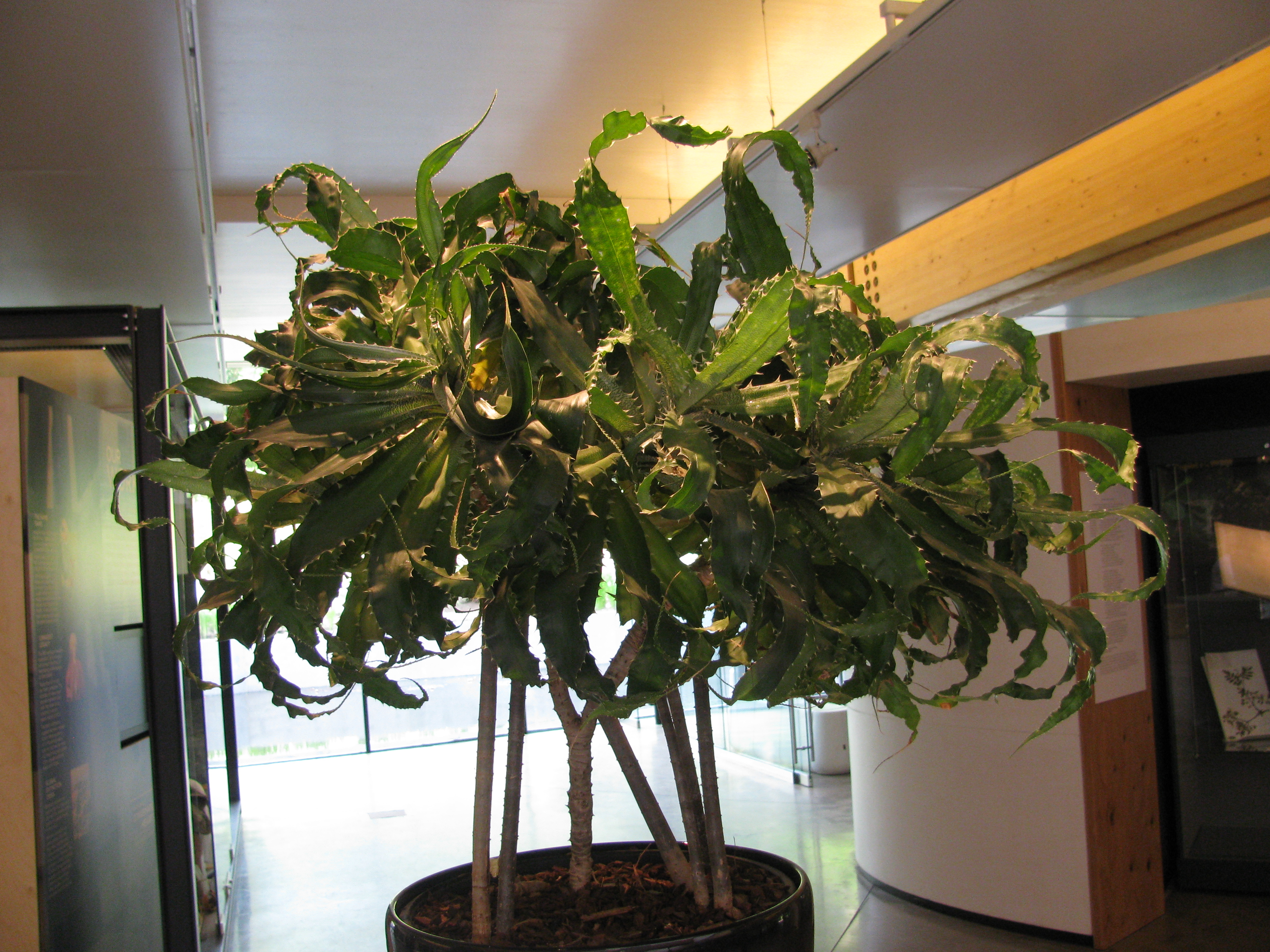